# Катарина Лазарова
Катарина Лазарова (на словашки: Katarína Lazarová) е словашка общественичка, преводачка и писателка, авторка на произведения в жанрове драма, криминален роман и детска литература.

## Биография и творчество
Родена е на 13 февруари 1914 г. в село Вичапи-Опатовце, Словакия, в селско семейство. Завършва основното си образование в Нове Място над Вахом през 1928 г., а в периода 1928 – 1930 г. учи в бизнес училището в Нитра.
След завършване на образованието си работи в периода 1930 – 1937 г. като икономическа стажантка в голямо имение в Ян Вес. В периода 1937 – 1938 г. е машинописка в редакцията на вестник „Словашки глас“ в Жилина. По време на Втората световна война е чиновничка в Братислава в периода 1939 – 1944 г. В края на войната по време на Словашкото национално въстание срещу нацистката окупация е командир на бойно подразделение в 1-ва чехословашка партизанска бригада „М. Р. Щефаник“.
След войната работи в Съюза на антифашистките борци, Съюза на словашките жени, Съюза на словашките писатели и други организации. През 1955 г. е удостоена с държавната награда „Клемент Готвалд“.
През април 1956 г. участва във Втория конгрес на чехословашките писатели и прави изказване, в което осъжда политическата репресия и надзора върху печата. Това води до проблеми с публикуването на книгите и статиите ѝ през втората половина на 50-те години. От 1960 г. работи като писател на свободна практика в Братислава. След нахлуването на войските на Варшавския договор в Чехословакия, участва в дебат във Виена относно бъдещото политическо развитие в Чехословакия, воден от д-р Емил Видра, бивш председател на дружество за защита на правата на човека. Това води до класифицирането ѝ от властта като дисидент и пречки за творческата ѝ дейност.
В ранните си произведения се фокусира главно върху проблемите на селото, антифашистката съпротива, идеологическата трансформация на хората под влияние на революционното наследство на Словашкото национално въстание и възникването на нови отношения в словашкото общество. В следващия период на творчеството си поради политически проблеми пише предимно криминални романи.
Първият ѝ роман „Kamaráti“ („Приятели“) е издаден през 1949 г. и разглежда темата за антифашистката съпротива. На същата тема е и романът ѝ „Traja z neba“ („Трима от небето“). Най-известният ѝ роман „Гнездо на оси“ е публикуван през 1953 г. Авторка е на няколко криминални романа – „Kňažná z Lemurie“ („Принцеса на Лемурия“), „Trpaslíci“ („Джуджета“), „Kavčie pierko“ („Паче перо“), „Putovanie svätej Anny“ („Пътуването на света Анна“) и „Vlkolaci“ („Върколаци“).
През 1977 г. е публикуван автобиографичният ѝ роман „Vdovské domy“ („Домовете на вдовиците“), в който се фокусира главно върху съдбата на жените и децата в края на Първата световна война в района на Нитра.
Като преводач прави преводи от немски на произведения на Волфганг Венор и от испански на Хосе Мария Санчес-Силва.
Катарина Лазарова умира в Братислава на 21 юни 1995 г. По случай 100-годишнината от рождението ѝ през 2014 г. в родното ѝ село е поставена възпоминателна плоча

## Произведения

### Самостоятелни романи
- Kamaráti (1949)
- Traja z neba (1950)
- Osie hniezdo (1953)
Гнездо на оси, изд.: „Народна култура“, София (1957), прев. Георги Досев
- Mločia hora (1961)
- Šarkan na reťazi (1962)
- Kňažná z Lemurie (1964)
- Interview s labuťami (1966)
- Trpaslíci (1966)
- Kavčie pierko (1967)
- Putovanie svätej Anny (1968)
- Vlkolaci (1970)
- Vdovské domy (1977)

### Сборници
- Omyly (1957) – разкази

### Детска литература
- Povesť o snežnom človeku (1966)